# NGC 1388
NGC 1388 je galaksija u zviježđu Eridan.

## Vanjske poveznice
- SEDS: NGC 1388